# Nyrnadzor
Nyrnadzor – wieś w Armenii, w prowincji Sjunik. W 2011 roku liczyła 148 mieszkańców.